# فيليزو لوميلينا (بافيا)
فيليزو لوميلينا (بالإيطالية: Velezzo Lomellina)‏ هي بلدة تقع في مقاطعة بافيا بإقليم لومبارديا في شمال إيطاليا. تبلغ مساحة هذه المدينة 8.6 (كم²)، وترتفع عن سطح البحر 98 م، بلغ عدد سكانها 113 نسمة في عام 2004 حسب إحصاء المعهد الوطني للإحصاء.

## السكان
في سنة 1861 بلغ عدد السكان 742 نسمة، وتطور العدد ليصل في سنة 2011 لـ 101 نسمة.
يظهر هذا المخطط البياني تطور النمو السكاني لـ فيليزو لوميلينا (بافيا)